# 14-та стрілецька дивізія (СРСР)
14-та стрілецька дивізія (14 сд) (рос. 14-я стрелковая дивизия) — військове з'єднання, стрілецька дивізія сухопутних військ Червоної армії, що існувала з 1922 до 1944 року. 30 грудня 1944 року за бойові заслуги дивізію перейменували на 101-у гвардійську стрілецьку дивізію. Удостоєна почесного найменування «Печензька» (жовтень 1944), нагороджена орденами Червоного Прапора, Суворова 2-го ступеня, Червоної Зірки.

## Історія з'єднання
14-та стрілецька дивізія сформована 1 липня 1922 року в Москві. В подальшому передислокована на північ Російської РФСР, частини дислокувалися у Владимирі, Муромі та в Коврові. У 1930-х роках дивізію перекинули в Ленінградський військовий округ і полки стали розташовуватися відповідно у Вологді, Архангельську і Череповці. У вересні 1939 року на фондах частин дивізії сформовані 14-та, 88-ма і 168-ма стрілецькі дивізії.
У часи Зимової війни 14-та стрілецька дивізія перебувала у складі Мурманської групи військ Ленінградського округу та прикривала державний кордон на північному і північно-східному узбережжі Кольського півострова.
До початку німецько-радянської війни дивізія прикривала ділянку фронту завдовжки понад 300 кілометрів уздовж узбережжя Кольського півострова від мису Святий Ніс до острова Кильдин. У ніч на 22 червня 1941 роки, у зв'язку з підготовкою до радянського вторгнення до Фінляндії, два полки дивізії і розвідувальний батальйон було перекинуто на радянсько-фінський кордон, де зайняли ділянку від Баренцева моря на південь поздовж кордону.
29 червня 1941 року, частини гірського корпусу «Норвегія» без попередньої авіаційної підготовки перетнули радянсько-фінський кордон та вступили на територію СРСР. Практично не зустрічаючи опору, підрозділи 2-ї німецької дивізії генерал-лейтенанта Е. Шлеммера захопили перешийок на півострові Рибальський. Водночас 3-тя гірська дивізія генерал-майора Г. Крейсінга пройшла лінію опорних пунктів радянських прикордонників, переправилась поромом через річку Титовку й вирушили на схід. Головний удар німецьких військ приходився на 95-й стрілецький полк, який виявився не в змозі стримати удар, і більше того — почавши відступати, практично тікати до селища Титовка, прихопив за собою 325-й стрілецький полк тієї ж дивізії. Війська вермахту були зупинені частинами дивізії спільно з частинами 23-го укріпрайону і за підтримки кораблів Північного флоту, а також 52-ї стрілецької дивізії, що підійшла на рубіж річки Західна Ліца.
14 липня сили радянського Північного флоту — 5 патрульних катерів, 3 сторожові кораблі, 3 тральники — висадили новий десант на західному березі губи Західна Ліца: 1350 бійців 325-го стрілецького полку 14-ї стрілецької дивізії та батальйон морської піхоти чисельністю 250 бійців. До загону прикриття входило 3 есмінці. Одночасно висадилася відволікальна розвідувальна група кількістю 50 бійців біля мису Пікшуєв. Радянський десант вів бої до кінця липня і тільки в перших числах серпня у зв'язку з нагальною потребою в продовольстві і боєприпасах, складнощами в евакуації поранених відійшов із боями на північно-західне узбережжя губи Велика Західна Ліца.
До жовтня 1941 року лінія фронту стабілізувалася на рубежі річки Західна Ліца. 22 жовтня 1941 року війська вермахту за наказом перейшли до оборони. Внаслідок боїв на напрямку оборони дивізії німецькі війська просунулися лише на 30-60 кілометрів. Дивізія вела бої локального значення. 28 квітня — 13 травня 1942 року силами Карельського фронту та Північного флоту була проведена невдала спроба розгромити противника у смузі оборони 14-ї армії, до складу якої входила 14-та дивізія. Після неї до жовтня 1944 року лінія фронту залишалася незмінною.
З 7 жовтня 1944 року дивізія разом з 10-ї гвардійської стрілецької дивізією входили до 131-го стрілецького корпусу, в складі якого брала участь у Петсамо-Кіркенеській операції, наступала на напрямку головного удару, окупувала міста Петсамо, Тарнет, Кіркенес. Після операції була виведена в резерв.
30 грудня 1944 року її переформували на 101-у гвардійську стрілецьку дивізію.